# Overdemer
Overdemer (ook: Over de Demer) is een gehucht en woonwijk van Kuringen.
Vanouds lag hier een gehucht, maar sinds Kuringen zich ontwikkelde tot een forenzengemeente van Hasselt zijn de oudere gebouwen grotendeels verdwenen en hebben ze voor nieuwbouw plaatsgemaakt. Het gehucht lag ten noorden van de Demer en kwam later ten zuiden van het Albertkanaal te liggen.

## Schans
Op het grondgebied van Overdemer bevond zich de Kuringerschans. Deze werd aangelegd in 1632 en bevond zich aan de huidige Schansstraat.
Het terrein van de schans is tegenwoordig volledig verkaveld, zodat de schans niet meer herkenbaar is in het landschap.